# Amaro Barreto de Albuquerque Maranhão
Amaro Barreto de Albuquerque Maranhão (Nazaré da Mata, 15 de janeiro de 1825 — Recife, 23 de novembro de 1890) foi um comerciante, senhor de engenho, agricultor e líder político no estado do Rio Grande do Norte. Também conduziu a direção da "Casa de Guarapes", hoje, apesar de se apresentar em ruínas, um dos sítios históricos mais importantes do estado, localizado no município de Macaíba, junto à divisa com Natal.

## Biografia
Amaro Barreto nasceu em Pernambuco. Era filho de Pedro Velho do Rego Barreto e Isabel Cândida de Albuquerque Maranhão. Ainda era um jovem de 15 anos quando foi convidado pelo primo distante, Fabrício Gomes Pedroza a integrar a sua comitiva de tropeiros. Ainda jovem veio para o Rio Grande do Norte, dedicando-se inicialmente ao comércio em Guarapes, onde passou a residir.
Em Macaíba, Guarapes, Canguaretama e, posteriormente, em Natal, Amaro Barreto foi comerciante, senhor de engenho e agricultor. Conduziu a direção da "Casa de Guarapes" após o afastamento e morte de seu sogro Fabrício Pedrosa (pai de Feliciana Pedrosa). A Casa de Garapes foi erguida em 1858, a mando de Fabrício Pedrosa, e representou o apogeu comercial de Macaíba.
Ganhou a concessão para edificar a primeira fábrica do Estado, uma fábrica de tecidos de algodão. Cedeu-a ao genro Juvino Barreto que a fundou em 1888.
Foi o empreiteiro e encarregado da construção da estrada que liga Natal a Macaíba via Mangabeira (1891).
Amaro Barreto Maranhão teve diversos filhos, entre eles algumas figuras exponenciais na história do Rio Grande do Norte, como Augusto Severo, Alberto Maranhão e Pedro Velho.
A rua que liga Natal à cidade de Macaíba, via Alecrim, recebeu seu nome no início do século XX e permanece até hoje.